# Equitius altus
Equitius altus is een hooiwagen uit de familie Triaenonychidae.